# Amándote a la italiana
Albums de Luis Miguel
Fiebre de amor
(1985) También es rock
(1986)
Amándote a la italiana (français : T'aimer à l'italienne) est la première compilation du chanteur mexicain Luis Miguel. Elle est produite par Luis Rey, le père du chanteur, et publiée en 1985 par EMI.

## Histoire
En 1985, Luis Miguel a enregistré Collezione Privata, son sixième album studio et produit presque exclusivement pour le marché italien. En 2002, il a été réédité sous le nom de Amándote a la italiana. En participant à plusieurs éditions du festival de San Remo en Italie, Luis Mi a enregistré plusieurs tubes du pays natal de sa mère,. Miguel participe au Festival de la musique de San Remo, avec la chanson « Raggazzi di Oggi » et termine à la deuxième place. La chanson apparaît sur l'album Collezione Privata.
La sortie de Amándote A La Italiana avait pour but de compiler les enregistrements de Luis Miguel en langue italienne. Cet album est sorti à l'origine en 1985 sous le nom de Luis Miguel : Canta In Italiano, et en 1992, il a été réédité également sous le nom de Collezione Privata (Collection privée),. Dans des pays comme l'Argentine, le Chili et l'Italie, cet album est également connu sous le nom de Noi, Ragazzi di Oggi (Nous, les garçons d'aujourd'hui),. L'édition italienne de l'album contient également une autre chanson, Il cielo (Le ciel). Il contient des classiques Il bikini blu (Le bikini bleu), Isabel et Parola d’onore (Parole d'honneur). 
La popularité de Luis Miguel en Italie vient de sa mère, Marcela Bastery, une mannequin d'origine italienne. Elle aurait usé de son influence dans la botte pour faire accepter son fils au Festival de San Remo et lui obtenir des couvertures d'un magazine de jeunes,. 

## Accueil
Un rédacteur d'AllMusic,  Drago Bonacich, attribue 2,5 étoiles sur 5 à Amándote a la italiana, le trouvant  « incohérent mais méritoire », l'album est « une pièce de collection datant de l'adolescence de Luis Miguel, avant qu'il ne s'affine ».

## Liste des pistes
Adapté de Discogs, réédition sortie en 1992. 
| Amándote a la italiana | Amándote a la italiana     | Amándote a la italiana                              | Amándote a la italiana | Amándote a la italiana | Amándote a la italiana | Amándote a la italiana | Amándote a la italiana | Amándote a la italiana | Amándote a la italiana |
| No                     | Titre                      | Auteur                                              | Durée                  |                        |                        |                        |                        |                        |                        |
| ---------------------- | -------------------------- | --------------------------------------------------- | ---------------------- | ---------------------- | ---------------------- | ---------------------- | ---------------------- | ---------------------- | ---------------------- |
| 1.                     | « Palabra de honor »       | Luis Gómez Escolar / Honorio Herrero / Julio Seijas | 3:35                   |                        |                        |                        |                        |                        |                        |
| 2.                     | « Il bikini blu »          | Honorio Herrero                                     | 3:02                   |                        |                        |                        |                        |                        |                        |
| 3.                     | « Chiamami »               | Luis Gómez Escolar                                  | 2:35                   |                        |                        |                        |                        |                        |                        |
| 4.                     | « Tú di Coure None Hai »   | Honorio Herrero                                     | 2:43                   |                        |                        |                        |                        |                        |                        |
| 5.                     | « Il re di cuori »         | Luis Gómez Escolar / Honorio Herrero                | 3:12                   |                        |                        |                        |                        |                        |                        |
| 6.                     | « Isabel »                 | Rubén Blades / Jeff Langely / Timothy Near          | 2:43                   |                        |                        |                        |                        |                        |                        |
| 7.                     | « Noi, ragazzi di oggi »   | Toto Cutugno                                        | 3:37                   |                        |                        |                        |                        |                        |                        |
| 8.                     | « Lili »                   | Luis Gómez Escolar                                  | 3:33                   |                        |                        |                        |                        |                        |                        |
| 9.                     | « Io Muoio Per Te »        | Honorio Herrero                                     | 2:15                   |                        |                        |                        |                        |                        |                        |
| 10.                    | « Un rock and roll suono » | Honorio Herrero                                     | 2:24                   |                        |                        |                        |                        |                        |                        |
| 29:39                  |                            |                                                     |                        |                        |                        |                        |                        |                        |                        |